# Centón epistolario
Le Centón epistolario  ou Centon épistolaire est un recueil d'épîtres composé au XVIIe siècle par Jean Antoine de Vera et Figueroa, comte de Roca (1583-1658), qui l'a attribué à Fernán Gómez de Ciudad Real, médecin et poète du XVe siècle.
Bien que la langue du XVe siècle soit habilement imitée, on soupçonnait déjà aux XVIIIe et XIXe siècles qu’il s’agissait d’un faux et, aux XIXe et XXe siècles, la contrefaçon fut découverte.